# Heinrich Köbner
Heinrich Köbner (ur. 2 grudnia 1838 we Wrocławiu, zm. 3 września 1904 w Berlinie) – niemiecki dermatolog. Opisał objaw znany dziś jako objaw Köbnera.

## Życiorys
Studiował medycynę na Uniwersytecie Fryderyka Wilhelma w Berlinie, tytuł doktora medycyny otrzymał na Śląskim Uniwersytecie Fryderyka Wilhelma we Wrocławiu w 1859. Następnie pracował w klinikach w Wiedniu u Ferdinanda von Hebry i w Paryżu u Alfreda Hardy'ego. W 1876 został dyrektorem kliniki syfilisu i chorób skórnych Uniwersytetu we Wrocławiu. W 1884 założył poliklinikę w Berlinie. 

## Dorobek naukowy
Köbner badał m.in. łuszczycę, epidermolysis bullosa i różne grzybicze schorzenia skóry. W 1872 opisał występujący w łuszczycy i wielu innych chorobach skóry objaw, znany dziś jako objaw Köbnera. 

## Wybrane prace
- Zur Aetiologie der Psoriasis. Vjschr Dermatol 9, ss. 204–207 (1877)
- Klinische, experimentelle und therapeutische Mitteilungen über Psoriasis. Berl Klin Wochenschr 15, ss. 631–632 (1878)
- Epidermolysis bullosa heriditaria. Dtsch Med Wochenschr 12, ss. 781–783 (1886)

- Physiologisch – chemische Untersuchungen über Rohrzuckerverdauung. Mémoires de la Soc. de Biologie (1861)
- Pathologisch – histologische Untersuchung eines Falles von Lepra
- Studien über Schankervirus. Deutschen Klinik, 1861
- Über Sycosis und ihre Beziehungen zur Mycosis tonsurans. Virch. Arch., 1861
- Zur Frage der Übertragbarkeit der Syphilis auf Thiere. Wiener med. Wochenschr. 1883
- Übertragungen aller pflanzlichen Parasiten der Haut
- Heilungsmeth. derselben
- Über syphilitische Lymphgefässerkrankungen
- Künstliche Erzeugung von Psoriasis als Grundlage ihrer Aetiologie
- Klinische und experimentelle Mitteilungen aus der Dermatolgie und Syphilidologie. Erlangen 1864
- Über Arznei-Exantheme, insbesondere über Chinin-Exanthem. Berl. kl. W. 1877
- Über die Lepra an der Riviera, nebst Bemerkungen zur Pathologie der Lepra überhaupt. Vrljhrssch. f. Derm. 1876
- Zur Aetiologie der Psoriasis. Archiv f. Derm. u. Syph. 1876/77
- Xanthoma multiplex, entwickelt aus Naevis vasculoso-pigmentosis, nebst Anhang: Xanthom. multipl. plan., tuberos, et mollusciforme (1888)
- Versuche über Erzeugung von Antipyrinexanthemen durch Einreiben von Antipyrinsalben (1899)
- Einführung des Chrysarobins in Deutschland. Verhandl. der Berl. med. Gesellsch. 1878
- Heilung von allg. Sarcomatose der Haut durch subcut. Arseninject. B. Kl. W. 1883
- Demonstr. sogen, idiopath.-multipl. Pigmentsarcom der Extremit.
- Tuberculose der behaarten Haut der Unterkinngegend neben Larynxtuberculose (1893)
- Das Eczema marginatum, ein neuer Beitrag zur Mycosis tonsurans (1863)
- Beiträge zur Kenntniss der hereditären Knochensyphilis«
- Uebertragungsversuche von Lepra aaf Thiere (1882)
- Sarcoma multipl. idiopath. haemorrhagic. der Haut. Verhandl. des X. Intern. med. Kongr. Berlin 1890
- Zur Behandl. der Syphilis
- Über Pemphigus vegetans nebst diagnost. Bemerk, über die anderen mit Syphilis verwechselten blasenbildenden Krankheiten der Schleimhäute und der äusseren. Haut. Deutsch. Arch. f. klin. Med. 1894-1896